# National White Collar Crime Center
Le National White Collar Crime Center, aussi connu avec l'acronyme NW3C, est une organisation à but non lucratif financée par le congrès américain qui forme les organismes chargés de l'application de la loi dans la lutte contre le cybercrime et la criminalité financière. NW3C fournit des informations et des recherches au grand public sur la prévention des crimes financiers et des cybercrimes. Dans leur partenariat avec l'Internet Crime Complaint Center, le NW3C assiste les victimes de cybercrimes en relayant leurs déclarations aux autorités appropriées, au niveau local ou fédéral.

## Agences partenaires
- Bureau of Justice Assistance (en)
- Federal Bureau of Investigation
- Fraternal Order of Police
- International Association of Chiefs of Police (en)
- Internet Crime Complaint Center
- National Organization of Black Law Enforcement Executives (en)
- National Sheriffs' Association (en)